# Cotinga ardent
La cotinga ardent (Pyroderus scutatus) és una espècie d'ocell en la família Cotingidae i única espècie del gènere Pyroderus.
Es troba a l'Argentina, Brasil, Colòmbia, l'Equador, Guyana, el Paraguai, el Perú, Veneçuela.
Els seus hàbitats naturals són selves de terres baixes, humides, subtropical o tropical, àrees montanas humides subtropical o tropical.
L'hi troba fins a 2700 msnm; en grups de fins a 10 individus.
El mascle aconsegueix un llarg de 4-5 dm, la femella 38-39 cm; colors negre amb gola i part superior de pit vermella fosques.